# 圣塞尔万多城堡

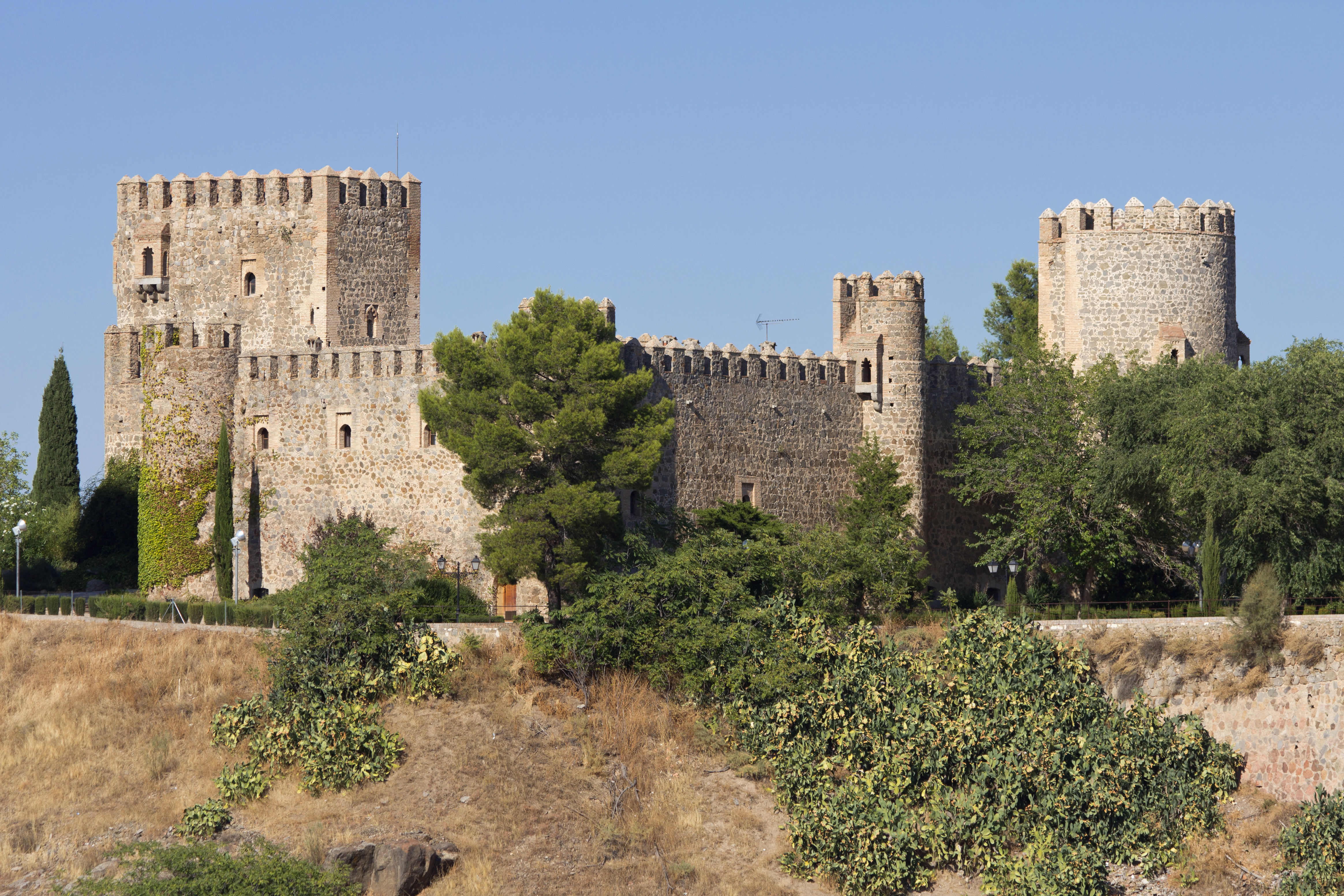

圣塞尔万多城堡（Castle of San Servando）是托萊多 (西班牙)的一座中世纪城堡，靠近塔霍河. 它开始是一个修道院，最初由修士居住，后来由圣殿骑士团占据。
1874年，这座城堡列为西班牙国家古迹。这座堡垒出现在埃尔·格雷考的名画《托莱多风景》中。它位于市中心的塔霍河对岸，通过圣塞尔万多斜坡（Cuesta de San Servando）与圣巴巴拉住宅区相连。

## 修道院

### 本笃会
有证据表明，一座古老的修道院附属于同名的教堂，可能建于7世纪。1080年，马赛聖維克多修道院的修士聖維克多的理查德枢机主教，担任教宗额我略七世派往布尔戈斯会议的特使。他的任务之一是确保采用罗马礼，取代伊比利亚基督徒几个世纪以来使用的摩爾阿拉伯禮。
在穆斯林统治下生存了几个世纪之后，1085年，卡斯蒂利亚国王阿方索六世的基督教军队征服这座城市，他和他的妻子勃根第的康斯坦斯都成为该堂的捐助者，重建了修道院。 根据塞万提斯《堂吉诃德》的英文译者约翰·奥姆斯比的说法，阿方索六世是以一位西班牙殉道者的名字命名这座城堡。这个名字后来演变为圣塞尔万（San Servan，见于《熙德之歌》）、圣塞尔万提斯（San Servantes）和圣塞万提斯（San Cervantes）。奥姆斯比先生提到，有一部塞万提斯家族从十世纪到十七世纪的完整历史，由罗德里戈·门德斯·席尔瓦写于1648年。2005年，在山的另一侧，靠近城堡，铭刻了一首塞万提斯写于四百年前的诗歌。。
1088年3月11日，国王将修道院交给罗马教廷，条件是由圣维克多修道院永久管理。这一安排得到教宗乌尔巴诺二世的批准，他在签署捐赠文件的第二天，即1089年2月20日当选。他把任务交给当时的圣维克多修道院院长理查德枢机。之后，该修道院由圣维克多修道院管理，法国修士开始占据西班牙修道院，引入圣本笃会规。
阿方索国王认为修道院是基督教在该地区存在的堡垒，1099年2月13日，他捐赠了圣玛丽亚教堂，还建立了一座本笃会修女院，附属于教堂。两个修道院都提供照料和接待穷人和旅行者的服务。
1110年，修道院被撒拉逊人袭击摧毁，修士们返回马赛。从此以后，圣塞尔万多修道院进入一个新的阶段，开始属于托莱多总主教。

### 圣殿骑士团

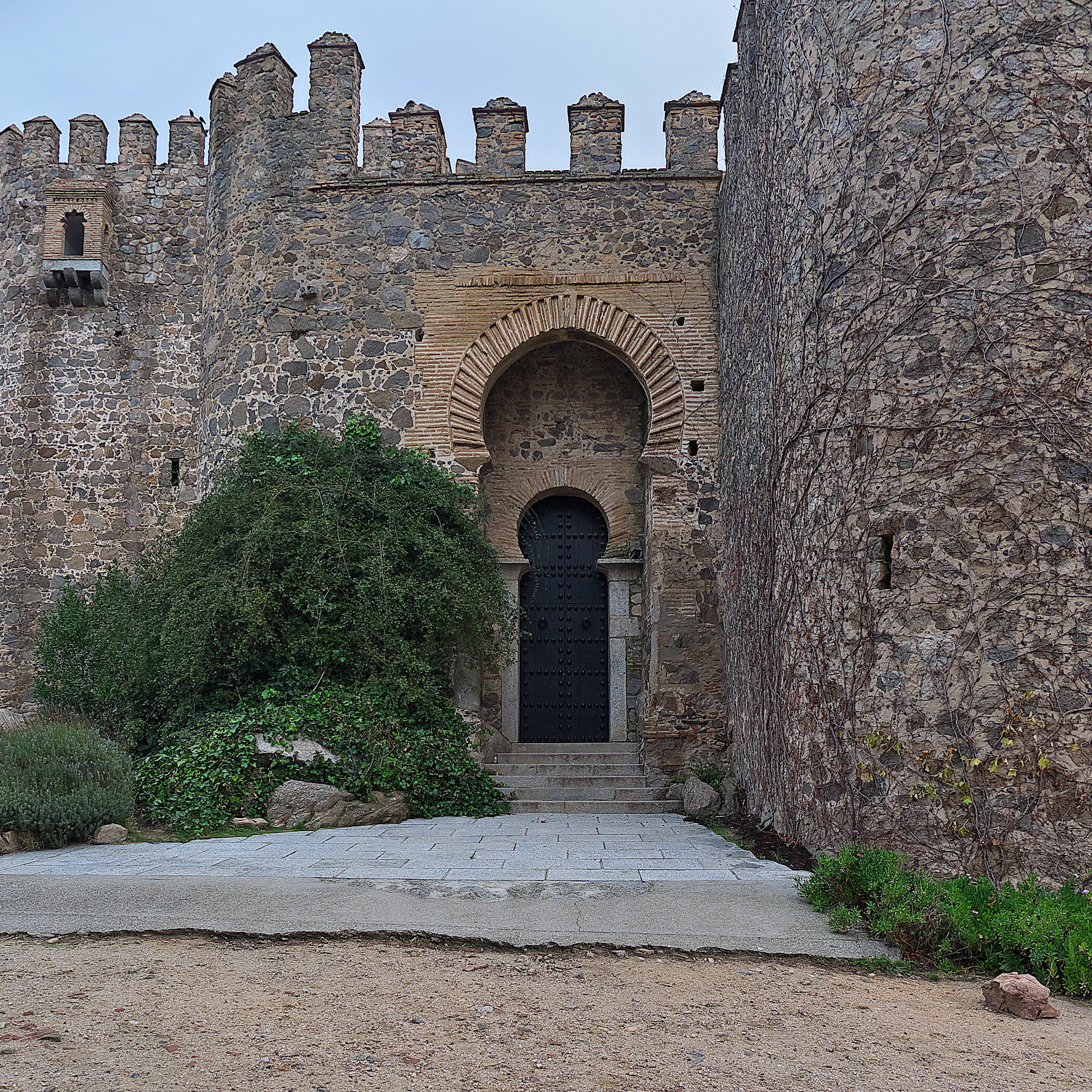

国王阿方索八世将修道院给了圣殿骑士团, 后者将修道院改造成堡垒，以保护阿尔坎塔拉桥（Puente de Alcántara）免受穆斯林可能的袭击。随着穆斯林威胁的消失，以及圣殿骑士团在1312年的解散，堡垒失去了它的重要性，不被重视。今天的城堡之旅是关于一个不幸的骑士唐·努尼奥·阿尔维尔（Don Nuño Alvear）,据说他是在许多受害者向他显现后死去。

## 现状
它目前被用作青年旅舍。